# Директива за ограничаване на опасните вещества
Директивата за ограничаване на опасните вещества (2002/95/EC) (на английски: RoHS – Restriction of Hazardous Substances Directive 2002/95/EC) е приета през февруари 2003 г. от Европейския съюз. Директивата влиза в сила на 1 юли 2006 г. Директивата ограничава използването на шест опасни вещества, употребявани в производството на различни видове електрическо и електронно оборудване, и определя изключителните случаи. Материалите са:
1. Олово
2. Живак
3. Кадмий
4. Хром (хром VI или Cr6 +)
5. PBB (полибромирани бифенили)
6. PBDE (полибромиран дифенилов етер)

(PBB и PBDE са забавители на горенето, включени в някои видове пластмаси).
На 3 януари 2013 г. влиза в сила нова Директива 2011/65/ЕС (RoHS 2 – 2011/65 / EU ) По този начин се анулира предходната Директива 2002/95/EC. Наред с други промени, са добавени следните материали (фталати):
1. D-2-етил хексил фталат DEHP
2. Бензил бутил бутилат
3. D-бутил стеарат DBP
4. Ди-бутил фталат какво-DIBP

Директива (RoHS) е тясно свързана с Директива 2002/96/EC за отпадъците от електрическо и електронно оборудване (WEEE), която определя целите за събиране и рециклиране на електроника и е част от законодателна инициатива за разрешаване на проблеми, свързани с реализиране на количествата отпадъци от електронно и електрическо оборудване.